# Escudo de Luxemburgo
El escudo del Gran Ducado de Luxemburgo goza de protección legal desde 1972, regulación que fue complementada por la Ley de 17 de junio de 1993.
Tiene tres versiones, armas pequeñas, medias o grandes. Todas ellas tienen como elementos esenciales un único campo burelado de plata y azur de diez unidades, un león de gules, armado, lampasado y coronado de oro, de cola horquillada en sotuer. El escudo aparece timbrado con una corona de gran duque, que es como una corona real pero sin forrar ni bonete.
En las armas grandes la corona y el campo del escudo aparecen sostenidos por dos leones coronados y bajo el manto del gran duque sobre el que se sitúa otra corona gran ducal.
En las armas medias la composición sería la misma que en el caso anterior pero se prescinde del manto y la corona colocada sobre el mismo.
Las armas pequeñas únicamente estarían compuestas por el propio escudo y la corona gran ducal.
El origen de las armas del Estado luxemburgués se remonta aproximadamente al año 1235, cuando el conde Enrique V de Luxemburgo fijó la composición del campo del escudo, algunos años antes, en 1323, el conde Guillermo de Luxemburgo había adoptado un estandarte burelado.

## Versiones del escudo
|                           |
| El escudo de armas grande |

|                            |
| El escudo de armas mediano |

|                             |
| El escudo de armas pequeño. |

## Armas del gran duque
El gran duque tiene un escudo de armas personal, el cual fue adoptado en 2001: 

Escudo cuartelado: 1.º y 4.º de Luxemburgo 2.º y 3.º de Nassau.

La versión con las armas grandes tienen el escusón dinástico con el emblema de la Casa de Borbón-Parma.
|                                          |
| El escudo de armas grande del gran duque |

|                                           |
| El escudo de armas mediano del gran duque |

|                                            |
| El escudo de armas pequeño del gran duque. |

### Armas del gran duque heredero
|                                                   |
| El escudo de armas grande del gran duque heredero |

|                                                     |
| El escudo de armas pequeño del gran duque heredero. |